# Système uranien
Cet article court présente un sujet plus développé dans : Uranus.
Le système uranien est le système regroupant la planète géante gazeuse Uranus et l'ensemble des objets se trouvant dans sa sphère d'influence.
Le système uranien comprend donc :
- la planète Uranus,
- les nombreuses lunes d'Uranus,
- les anneaux d'Uranus.

Il est une des composantes du Système solaire externe.
L'exploration du système uranien n'a été réalisée que par la sonde spatiale Voyager 2.